# Радченко, Сергей Александрович
Сергей Александрович Радченко (укр. Сергій Олександрович Радченко; род. 10 апреля 1987, Кременчуг, Полтавская область) — украинский боксёр-профессионал, претендент на титул по версии WBC (2025) в весе бриджервейт (до 101,6 кг), чемпион WBC Silver (2024), WBC Ukraine и национальный чемпион Украины среди профессионалов. Мастер спорта Украины, бронзовый призёр Кубка Европы и серебряный призёр чемпионата Европы среди студентов (2009) в категории до 91 кг, двукратный чемпион Кубка Украины и многократный призёр чемпионатов Украины.

## Биография
Родился 10 апреля 1987 года в городе Кременчуг, Полтавская обл, Украина. Когда ему было 7 лет, умерла его мать Наталья, и дальнейшим воспитанием занимался отец Александр. Среднее образование начал в школе № 11 Кременчуга, где проучился всего одну четверть, после чего продолжил обучение в школе № 18, которую окончил в 2004 году. В 2005 году поступил на экономический факультет Кременчугского университета имени М. Остроградского, который окончил в 2010 г., получив специальность «Учет и аудит». Был студентом года Кременчугского университета имени М. Остроградского в 2008 г. Спортивную карьеру начал в 10 лет с занятий по боксу. Первым боксерским клубом стал СК «Ринг», где прозанимался 2 года под руководством тренера Анатолия Степко. В 12 лет параллельно с боксом полгода занимался дзюдо. После продолжил заниматься в школе олимпийского резерва (тренер Александр Мальцев), где тренировался 10 лет. Следующим спортивным клубом стал СК «Легион», где спортсмен боксировал на протяжении пяти лет с заслуженным тренером Украины Мельником Михаилом Ивановичем. В 2014 г. перешёл в профессиональный бокс, дебют состоялся 4 октября 2014 года на Арене «Львов». Прозвище — KREMEN.

## Любительская карьера
Мастер спорта Украины, провёл около 250 боёв и выиграл около 210 боев. Первый бой был в возрасте 11 лет на открытом первенстве в г. Кременчуг.
Чемпион Кубка Украины 2008 и 2010 гг., многократный призёр и финалист чемпионатов Украины, победитель различных международных турниров, чемпион Украины среди студентов 2005, 2008 и 2010 гг.
Серебряный призёр чемпионата Европы, бронзовый призёр Кубка Европы среди студентов.
В 2012-13 году выступал по WSB за команду Польши «Польские Гусары», где провёл 4 боя. В 2013-14 был в команде WSB Украинские Атаманы.
Участник чемпионата мира среди студентов в Казани (2008 г.) Последний бой на любительском ринге состоялся на чемпионате Украины в Киеве в 2014 г.

## Профессиональная карьера в боксе
Дебют как профессионального боксера состоялся 4 октября 2014 года во Львове, на центральном стадионе Львов-Арена. Неоднократно помогал готовиться к чемпионским боям в качестве спарринг-партнёра Владимиру Кличко, Рахиму Чахкиеву, Александру Усику, Кшиштофу Влодарчику, Кшиштофу Гловацкому, Дмитрию Кудряшову, Марко Хуку и Арнольду Гьерджаю.
Первый бой с более серьёзным соперником — экс-чемпионом мира Кшиштофом Гловацки состоялся 10 февраля 2018 года.В ходе поединка Радченко единогласным решением судей уступил Гловацкому. Результаты боя довольно спорные: в пятом раунде Радченко несколько раз отправлял Кшиштофа на настил ринга, однако рефери сделал отсчёт всего один раз. Украинец вышел на бой на ультракоротком уведомлении за два дня до боя. После этого поединка начал часто проводить бои именно на выезде против топовых непобеждённых мировых боксёров
3-го июня в Легьоново (Польша) сразился с небитым чемпионом Польши и будущим двукратным претенеднтом на титулы Михалом Чеслаком (16-0, 10 КО). Бой сложился для Радченко тяжело. Поляк два раза посылал Сергея в нокдауны во втором раунде, но украинец нашёл в себе силы продолжить. Поляк оставался более активным, в 6-м раунде Радченко два раза падал от ударов ниже пояса, без отсчёта нокдаунов. Счёт судей: 80-68.
В декабре 2018 года сразился в городе Радом (Польша) с чемпионом Польши в крузервейте, небитым проспектом Адамом Бальским (12-0). В финишном раунде Радченко отправил Бальского в нокдаун и после нокдауна продолжал избиение. Однако рефери предпочел закрыть на это глаза и в итоге судьи неоднозначным решением (счёт 76-75) отдают победу Бальскому. После боя Адама отвезли в больницу.
19 мая 2019 года первый раз провел бой в России. Поединок прошёл в Краснодаре на вечере «GLADIATOR-III» против перспективного Руслана Файфера (23-1). Бой прошёл все 10 раундов. Радченко смог оказать споротивление, что показывает судейский протокол: 97-94, 98-92, 99-91.
7 декабря 2019 года в Екатеринбурге провел второй бой в России с небитым проспектом Алексеем Егоровым в России. В 1-м раунде местный фаворит поймал Радченко проведя увесистую двойку и послал на настил. Радченко уверенно встал и продолжил. Существенно проигрывая в ударной мощи смог дать бой небитому проспекту, но отсутствие нокаутирующего удара сыграло роль — Егоров давил, не боялся идти в размен, попадал куда ощутимее, наносил намного больше ударов. Счёт судей: трижды 100-89 в пользу Егорова.
7 марта 2020 года в Ломже (Польша) состоялся поединок против Артура Шпильки. Результат поединка вызвал колоссальный резонанс, вылившийся в скандал на всю Польшу. Подобного в Польше не случалось на протяжении последних 5-ти лет. В итоге некоторые букмекерские конторы вернули деньги тем, кто ставил на Радченко, а некоторые выплачивали так, словно бой выиграл именно Радченко.
26 июня 2020 года в Кельце (Польша) Радченко единогласным решением судей (счёт: 72-79 и дважды 71-80) уступил опытному польскому боксёру Матеушу Мастернаку (41-5, 28 КО). Бой прошёл всю дистанцию, но конкурентным был только в стартовых раундах. Мастернак брал своё за счёт скорости, разбивал защиту украинца джебом, работал по этажам. В 5-м раунде после пропущенного боди-панча Радченко оказался на канвасе, но восстановился и сумел продержаться до финального гонга. Этот бой не будет включён в официальную статистику боксёров, так как де-юре он был ярмарочным, потому что Мастернак претендует на участие в Олимпиаде 2021 года в Токио (Япония).
22 апреля 2023 г. в Киеве прошел вечер бокса Top Boxing Generation и SpartaBox, в котором принял участие. Это был первый выход боксера на ринг спустя полтора года с последнего боя с Игорем Пилипенко. Такая пауза между поединками возникла из-за полномасштабного вторжения россии в Украину. Соперником стал боксер Богдан Боровой (2-3-0) из Харькова. Поединок завершился победой Радченко, который уже во 2-м раунде нокаутировал своего соперника.
7 октября 2023 г. в выставочном центре AKKO International в Киеве прошел благотворительный вечер бокса, в котором  победил Дмитрия Сергуту (8-4, 8 KO), отправив соперника в нокаут в 8-м раунде. Поединок проходил сразу за 2 титула: титул чемпиона Украины, а также титул WBC Ukraine. Это исторический бой, потому что пояс WBC был разыгран в Украине впервые.
3 августа 2024 г. в киевском Дворце спорта, состоялся Благотворительный вечер профессионального бокса, где Сергей Радченко (11-7-0, 5 КО) единогласным решением судей победил серба Андрея Пешича (15-3-1, 8 КО), завоевав титул чемпиона WBC Silver в весе новом для себя весе бриджервейт (до 101,6 кг).
6 ноября 2024 г. боксер профессионал Сергей Радченко попал в реестр Книги рекордов Украины как первый владелец титула чемпиона WBC Silver.

### Бой с Кевином Лереной
В начале декабря 2024 года по решению WBC занимая №5 в рейтинге бриджервейта стал претендентом на бой с чемпионом Кевином Лереной. Бой планировалось провести 22 февраля 2025 года в Киеве, но позже бой отменили по неизвестным причинам. В конце февраля 2025 года поединок назначили вновь, но уже на территории чемпиона. Поединок за титул WBC прошёл в Претории (ЮАР). В первом раунде чемпион Лерена сразу обозначил своё преимущество: наседал на претендента, поддавливал, выцекливал для мощного удара. Парочка ударов прошли в блок, но парой ударов бойцы всё же обменлись. Лерена донес пару более тяжёлых попаданий. Его ударная мощь была значительно больше чем у Радченко. В середине второго раунда точным левым кроссом Лерена отправляет Радченко в нокдаун. Радченко продолжает бой, Снова происходит падение от такого же удара. Сергей смог выжить благодаря гонгу. На старте 3-го раунда не успевший восстановиться украинец оказывается на полу и его угол выбрасывает полотенце.

## Статистика профессиональных боксёрских боёв
В таблице перечислены результаты всех поединков боксёров.
В каждой строке указан результат поединка. Дополнительно номер поединка обозначен цветом, который обозначает итог поединка. Расшифровка обозначений и цветов представлена в нижеследующей таблице.
| Пример | Расшифровка                     |
| ------ | ------------------------------- |
|        | Победа                          |
|        | Ничья                           |
|        | Поражение                       |
|        | Планируемый поединок            |
|        | Поединок признан несостоявшимся |
| КО     | Нокаут                          |
| ТКО    | Технический нокаут              |
| PTS    | Решение судей (по очкам)        |
| UD     | Единогласное решение судей      |
| MD     | Решение большинства судей       |
| SD     | Раздельное решение судей        |
| RTD    | Отказ от продолжения боя        |
| DQ     | Дисквалификация                 |
| NC     | Поединок признан несостоявшимся |

| 18 поединков, 11 побед (5 нокаутом), 8 поражений (2 нокаутом). | 18 поединков, 11 побед (5 нокаутом), 8 поражений (2 нокаутом). | 18 поединков, 11 побед (5 нокаутом), 8 поражений (2 нокаутом). | 18 поединков, 11 побед (5 нокаутом), 8 поражений (2 нокаутом). | 18 поединков, 11 побед (5 нокаутом), 8 поражений (2 нокаутом). | 18 поединков, 11 побед (5 нокаутом), 8 поражений (2 нокаутом).               | 18 поединков, 11 побед (5 нокаутом), 8 поражений (2 нокаутом). |
| Бой                                                            | Дата                                                           | Соперник                                                       | Место боя                                                      | Результат                                                      | Дополнительно                                                                | Видео                                                          |
| -------------------------------------------------------------- | -------------------------------------------------------------- | -------------------------------------------------------------- | -------------------------------------------------------------- | -------------------------------------------------------------- | ---------------------------------------------------------------------------- | -------------------------------------------------------------- |
| 19                                                             | 1 мая 2025                                                     | Кевин Лерена (31-2)                                            | SunBet Arena, Претория, ЮАР                                    | TKO 3 (12)                                                     | Бой за титул чемпиона мира по версии WBC (1-я защита Лерены) в бриджервейте. |                                                                |
| 18                                                             | 3 августа 2024                                                 | Andrej Pesic (15-3-1, 8 КО)                                    | Киев, Украина                                                  | UD                                                             | Победа Радченко. Счёт: 116-112, 116-112, 115-113.                            |                                                                |
| 17                                                             | 7 октября 2023                                                 | Дмитрий Сергута (8-3)                                          | Киев, Украина                                                  | KO 8 (10), 1:35                                                | Победа Радченко в 8-м раунде нокаутом.                                       |                                                                |
| 16                                                             | 22 апреля 2023                                                 | Богдан Боровой (2-2)                                           | Киев, Украина                                                  | TKO 1 (6), 1:05                                                | Победа Радченко во 2-м раунде техническим нокаутом.                          |                                                                |
| 15                                                             | 8 декабря 2021                                                 | Игорь Пилипенко (6-53)                                         | Киев, Украина                                                  | TKO 2 (6), 1:10                                                | Победа Радченко во 2-м раунде техническим нокаутом.                          |                                                                |
| 14                                                             | 18 декабря 2020                                                | Камшыбек Кункабаев (1-0)                                       | Алма-Ата, Казахстан                                            | RTD 4 (8), 3:00                                                | Радченко в нокдауне в 4-м раунде. Счёт: 35-40 (трижды).                      |                                                                |
| 13                                                             | 7 марта 2020                                                   | Артур Шпилька (23-4)                                           | Ломжа, Польша                                                  | MD 10                                                          | Шпилька дважды в нокдауне. Счёт: 93-95, 94-94, 92-95.                        |                                                                |
| 12                                                             | 7 декабря 2019                                                 | Алексей Егоров (9-0)                                           | Екатеринбург, Россия                                           | UD 10                                                          | Радченко в нокдауне в 1-м раунде. Счёт: 89-100 (трижды).                     |                                                                |
| 11                                                             | 19 мая 2019                                                    | Руслан Файфер (23-1)                                           | Краснодар, Россия                                              | UD 10                                                          | Счёт: 94-97, 92-98, 91-99.                                                   |                                                                |
| 10                                                             | 22 декабря 2018                                                | Адам Бальский (12-0)                                           | Радом, Польша                                                  | UD 8                                                           | Счёт: 75-76 (трижды).                                                        |                                                                |
| 9                                                              | 23 ноября 2018                                                 | Арчил Гиголашвили (3-10)                                       | Киев, Украина                                                  | KO 2 (6), 1:05                                                 |                                                                              |                                                                |
| 8                                                              | 2 июня 2018                                                    | Михал Цесляк (15-0)                                            | Легьоново, Польша                                              | UD 8                                                           | Счёт: 69-80 (трижды).                                                        |                                                                |
| 7                                                              | 10 февраля 2018                                                | Кшиштоф Гловацкий (28-1)                                       | Ныса, Польша                                                   | UD 8                                                           | Гловацкий в нокдауне в 1-м раунде. Счёт: 74-77 (трижды).                     |                                                                |
| 6                                                              | 27 апреля 2017                                                 | Богдан Злывко (дебют)                                          | Киев, Украина                                                  | KO 4 (4), 2:10                                                 |                                                                              |                                                                |
| 5                                                              | 24 сентября 2016                                               | Иван Лисица (2-3)                                              | Киев, Украина                                                  | UD 4                                                           | 40-36, 40-36, 40-36.                                                         |                                                                |
| 4                                                              | 3 октября 2015                                                 | Дмитрий Заяц (0-1)                                             | Киев, Украина                                                  | MD 6                                                           | 58-57, 58-57, 57-57.                                                         |                                                                |
| 3                                                              | 13 июня 2015                                                   | Мурод Азимов (6-3-1)                                           | Черкассы, Украина                                              | MD 8                                                           | 79-75, 79-75, 76-76.                                                         |                                                                |
| 2                                                              | 18 апреля 2015                                                 | Роман Мирзоев (2-10)                                           | Киев, Украина                                                  | UD 4                                                           | 40-35, 40-35, 40-35.                                                         |                                                                |
| 1                                                              | 4 октября 2014                                                 | Игорь Пилипенко (4-17-2)                                       | Львов, Украина                                                 | UD 4                                                           | Профессиональный дебют.                                                      |                                                                |

## Бои в смешанных единоборствах
Первый боксёр профессионал из Украины, который вышел в октагон по правилам ММА. Дебютный бой был в Горишних Плавнях 5 мая 2019 года, где выиграл в первом раунде КО лоукиком в вечере Road to WWFC 21.
Следующий поединок провёл 2 ноября в номерном турнире WWFC 16, где по очкам уступил грузинскому спортсмену.
18 июня 2022 г. Сергей Радченко и Артур Шпилька провели в Польше бой-реванш по правилам ММА. Ранее боксеры уже встречались на профессиональном боксерском ринге.
Начало поединка было за Шпилькой. Переждав агрессивное наступление противника, Радченко провел несколько успешных атак.
Все решилось во втором раунде: Шпилька нанес несколько ударов в голову Радченко в партере, после чего бой был закончен досрочно.

## Статистика боев  в смешанных единоборствах
| 3 поединка, 1 победа, 2 поражение. | 3 поединка, 1 победа, 2 поражение. | 3 поединка, 1 победа, 2 поражение. | 3 поединка, 1 победа, 2 поражение. | 3 поединка, 1 победа, 2 поражение. | 3 поединка, 1 победа, 2 поражение. | 3 поединка, 1 победа, 2 поражение. |
| Бой                                | Дата                               | Соперник                           | Место боя                          | Раунд                              | Дополнительно                      | Результат                          |
| ---------------------------------- | ---------------------------------- | ---------------------------------- | ---------------------------------- | ---------------------------------- | ---------------------------------- | ---------------------------------- |
| 3                                  | 18 июня 2022                       | Артур Шпилька                      | Торунь, Польша                     | 2                                  |                                    | Поражение                          |
| 2                                  | 2 ноября 2019                      | Георгий Кубеяшвили                 | Харьков, Украина                   | 3                                  | 5:00                               | Поражение                          |
| 1                                  | 5 мая 2019                         | Иван Ребер                         | Горишние Плавни, Украина           | 1                                  | 1:30                               | Победа                             |

## Общественная деятельность
Занимается продвижением здорового образа жизни среди молодежи. Является организатором спортивных и развлекательных фестивалей. Организатор общественной организации «Боксерське товариство Кременчука».

## Благотворительная деятельность
Основатель и директор благотворительного фонда «Ми поряд». Фонд занимается поддержкой детей, пенсионеров, людей которые пострадали от военных действий со стороны России. Фонд был основан в марте 2020 года, в период карантина. В самом начале работа данной организации была направлена на то, чтобы облегчить жизнь пенсионеров во время карантина.
Со временем сфера деятельности организации расширилась: помимо поддержки пенсионеров, «Ми поряд» стала поддерживать культуру, спорт, благоустройство города и будущее детей.
В мае 2020 г. Радченко под эгидой «Ми поряд» запустил благотворительную акцию «Твори добро». В рамках этой акции были организованы тренировки по боксу, мастер-классы для детей и спортивных коллективов, а также проведен аукцион на боксерские перчатки, в которых спортсмен ранее проводил свой бой. Вырученные средства с этих мероприятий были направлены на закупку новой формы для детского футбольного клуба «Кристалл», реставрацию ринга в детско-юношеском клубе «Старт» в Кременчуге.
Также неоднократно организовывал сборы средств, вещей и благотворительные аукционы на свои боксерские перчатки, — вырученные средства были направлены на приобретение спортинвентаря для интерната Макаренко и подарков для воспитанников детского дома «Жива перлина» в Онуфриевке.
Летом 2021 года Сергей Радченко организовал очередную благотворительную акцию — сбор средств, которые в дальнейшем пошли на строительство детско-спортивной площадки в парке «Студенческий», расположенного в районе Первого Занасыпи в Кременчуге.
В частности, средства были выручены в ходе благотворительных тренировок по боксу, благотворительного забега HalfMarathon Mu Poryad, а также первого в Кременчуге масштабного спортивного фестиваля «#спортобъединяет Кременчуг».
12 февраля 2022 г. боксер Сергей Радченко открыл в Кременчуге боксерский клуб мирового стандарта — «Rocky Boxing Club».
В начале марта 2022 инициативная группа Сергея Радченко «Ми поряд» организовала волонтерский штаб и активно помогала украинцам и ВСУ продовольствием, одеждой, средствами гигиены и другим.
Также Сергей является активным волонтёром WBC Cares Ukraine. За свою деятельность в августе 2024 г. был награжден медалью «Волонтерська міць».